# Pulau Ubi Besar
Pulau Ubi Besar är en ö i Indonesien.   Den ligger i provinsen Jakarta, i den västra delen av landet, 26 km norr om huvudstaden Jakarta.